# Manfred Horstmann
Manfred Horstmann (Amburgo, 26 luglio 1928 – Osnabrück, 26 febbraio 1992) è stato un fisico tedesco, ex presidente dell'Università di Osnabrück.

## Biografia
Manfred Horstmann era figlio del segretario aziendale Wilhelm Horstmann e di sua moglie Marie, nata Schmidt. Dopo aver frequentato le scuole elementari e il ginnasio ed essersi diplomato con una qualifica per l'accesso a tutte le facoltà universitarie, nel 1949 iniziò a studiare fisica all'Università di Amburgo. Completò gli studi nel 1955 con una tesi di diploma intitolata Bau eines Hochfrequenzgenerators für induktive Erhitzung (Costruzione di un generatore ad alta frequenza per il riscaldamento induttivo). Nel 1960 conseguì il dottorato con una dissertazione intitolata Über eine Gegenfeldanlage zur Messung von Energie- und Winkelverteilungen gestreuter Elektronen (Utilizzo di un sistema di retro-campo per misurare l'energia e la distribuzione angolare degli elettroni diffusi). Nel '66 ottenne l'abilitazione all'insegnamento universitario con la tesi Einfluß der thermischen Gitterschwingungen auf die Elektronenstreuung in Kristallen (Influenza delle vibrazioni termiche del reticolo sulla diffusione degli elettroni nei cristalli).
Dopo l'abilitazione, collaborò come consulente scientifico presso l'Istituto di Fisica Applicata dell'Università di Amburgo. Nel 1971 fu nominato a capo del dipartimento e professore. Nel 1972 fu convocato all'Università di Osnabrück, appena fondata, dove fu titolare della cattedra di Fisica sperimentale dall'inizio del 1973 fino al 1990. Con effetto dal 15 giugno 1974, fu incaricato da Peter von Oertzen, Ministro dell'Istruzione e degli Affari Culturali della Bassa Sassonia, come membro del senato accademico e rettore dell'Università di Osnabrück, succedendo a Heinz-Dietrich Doebner, che era stato il primo a ricoprire questa carica per sei mesi. 
Il 1° luglio 1975 Horstmann fu eletto quale primo vero rettore dell'Università di Osnabrück. Dopo l'entrata in vigore della legge sull'istruzione superiore della Bassa Sassonia, il 1° ottobre 1979 fu eletto primo presidente dell'Università di Osnabrück. Horstmann svolse un ruolo fondamentale nella creazione della nuova università nei suoi primi anni di vita. Ricoprì la carica di presidente fino al suo pensionamento, avvenuto il 30 settembre 1990, quando rinunciò alla presidenza per problemi di salute, dopo aver guidato l'università per un totale di 16 anni. Il suo successore fu Rainer Künzel. Horstmann fu anche a capo del Dipartimento dell'Università di Osnabrück nella sede di Vechta dal 1974 al 1990, che cinque anni dopo sarebbe divenuta un'università indipendente.
Horstmann fu presidente della Società Felix Nussbaum di Osnabrück dal 1986 al 1992.
Morì a Osnabrück il 7 febbraio 1992 all'età di 63 anni, in seguito a una grave malattia.
Il patrimonio di Manfred Horstmann fu consegnato all'Archivio dell'Università di Osnabrück nel 2010.

## Premi e riconoscimenti
- il 2 gennaio 1991 Manfred Horstmann è stato insignito della Medaglia Justus Möser della città di Osnabrück in riconoscimento dei suoi servizi allo sviluppo dell'università.[8]
- dal 1993, l'Università organizza ogni anno la Manfred Horstmann Lecture in memoria dello scienziato Manfred Horstmann e dei suoi successi.
- la foresteria dell'Università di Osnabrück, istituita nel 1996, è stata denominata Casa degli Incontri Internazionali Manfred Horstmann in onore di Manfred Horstmann, a seguito di delibera del senato accademico.[9]